# Short Stirling
Short Stirling je bil štirimotorni težki bombnik, ki so ga zasnovali v 1930ih pri Short Brothers. Bil je prvi britanski težki štirimotorni bombnik 2. svetovne vojne. Prvi let je bil 14. maja 1939, v uporabo je vstopil leta 1941. Kot strateški bombnik se je uporabljal malo časa, kmalu sta ga nadomestila bolj sposobna Handley Page Halifax in Avro Lancaster. Se je pa Stirling naprej uporabljal kot tovorno letalo in kot vlačilec vojaških jadralnih letal.

## Specifikacije (Short Stirling I)
Splošne karakteristike
- Posadka: 7 (dva pilota, navigator/namerilnik, inženir leta in trije operaterji strojnic)
- Dolžina: 87 ft 3 in (26,6 m)
- Razpon kril: 99 ft 1 in (30,2 m)
- Višina: 22 ft 9 in (6,9 m)
- Površina kril: 1460 ft² (135,6 m²)
- Vitkost: 6,5
- Teža praznega letala: 46900 lb (21274 kg)
- Naložena teža: 59400 lb (26944 kg)
- Maks. vzletna teža: 70000 lb (31752 kg)
- Pogon letala: 4 ×  zvezdasti motor Bristol Hercules II, 1375 KM (1025 kW)  vsak
- Propelerji: 3-kraki kovinski, z možnostjo nastavitve na nos propeler
  - Premer propelerja: 13 ft 6 in ()

 Zmogljivost 
- Maks. hitrost: 282 mph< (454 km/h) at 12.500 ft (3.800 m)
- Potovalna hitrost: 200 mph (320 km/h)
- Doseg: 2330 milj (3750 km)
- Višina leta: 16500 ft (5030 m)
- Hitrost vzpenjanja: 800 ft/min (4 m/s)
- Obremenitev kril: 40,69 lb/ft² (198,7 kg/m²)
- Razmerje moč/teža: 0,093KM/lb (0,153 kW/kg)

Oborožitev

- Strelno orožje: 8 x 7,7 mm M1919 Browning strojnice
- Bombe: Do 6350 kg bomb[2]